# Rashgua rubrocincta
Rashgua rubrocincta är en ringmaskart som beskrevs av Elise Wesenberg-Lund 1949. Rashgua rubrocincta ingår i släktet Rashgua och familjen Capitellidae. Inga underarter finns listade i Catalogue of Life.